# Rein Wolfs
Rein Wolfs (Hoorn, 1960) is een Nederlands kunsthistoricus en museumdirecteur. Sinds december 2019 is Wolfs directeur van het Stedelijk Museum Amsterdam.

## Leven en werk
Wolfs studeerde moderne en hedendaagse kunst aan de Universiteit van Amsterdam  en werkte tussen 1986 en 1991 als criticus en curator, onder meer bij het Kruithuis in Den Bosch. Daarna werkte hij tien jaar in Zürich, waar hij het Migros Museum für Gegenwartskunst hielp oprichten. Tussen 2001 en 2007 was Wolfs hoofd tentoonstellingen van het Museum Boijmans Van Beuningen in Rotterdam. In 2003 was hij de curator van de Nederlandse inzending naar de Biënnale van Venetië. Van 2008 tot 2013 was Wolfs artistiek directeur van het Fridericianum in Kassel. Van 2013 tot 2019 was hij directeur van de Bundeskunsthalle in Bonn. Per december 2019 is Wolfs aangesteld als directeur van het Stedelijk Museum als opvolger van Beatrix Ruf.